# Triaenodes indicus
Triaenodes indicus är en nattsländeart som beskrevs av Martynov 1936. Triaenodes indicus ingår i släktet Triaenodes och familjen långhornssländor. Inga underarter finns listade i Catalogue of Life.